# Prix Soljenitsyne

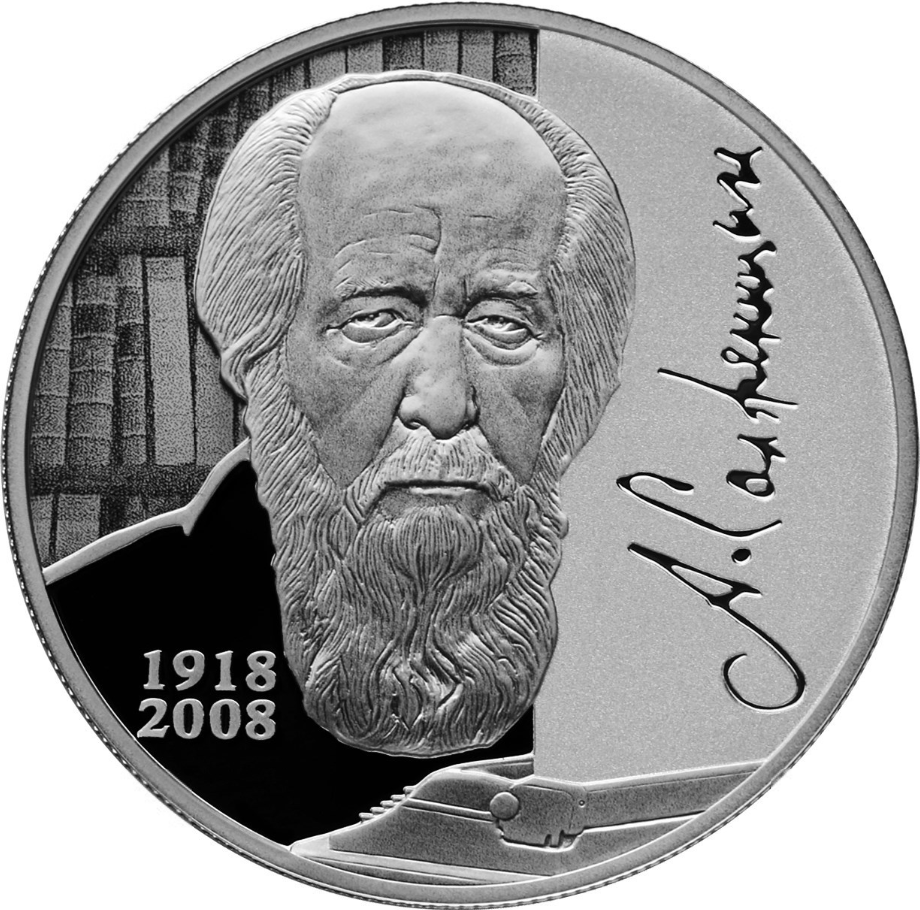
Pièce de monnaie frappée par la Banque de Russie en 2018 à l'effigie d'Alexandre Soljenitsyne, à l'occasion du centenaire de sa naissance

Le prix Soljenitsyne est un prix littéraire russe non gouvernemental créé par l'écrivain russe Alexandre Soljenitsyne en 1997.

## Lauréats
- 1998 : Vladimir Toporov
- 1999 : Inna Lisnianskaïa (ru) (1928-2014)
- 2000 : Valentin Raspoutine
- 2001 : Konstantin Vorobyov (en) (posthume), Yevgeni Nosov (en)
- 2002 : Alexandre Panarine (philosophe), Leonid Borodine (en)
- 2003 : Olga Sedakova, Iouri Koublanovski
- 2004 : Vladimir Bortko, Evgueni Mironov
- 2005 : Igor Zolotussky (ru)
- 2006 : Alexeï Varlamov
- 2007 : Sergueï Botcharov, Andreï Zalizniak
- 2008 : Boris Ekimov (ru)
- 2009 : Victor Astafiev (posthume)
- 2010 : Valentin Ianine
- 2011 : Yelena Chukovskaya (ru)
- 2012 : Oleg Pavlov[1]
- 2013 : Maxime Ameline
- 2014 : Irina Podnyanskaya (ru)
- 2015 : Sergey Zhenovach (ru)[2]
- 2016 : Grigoriy Kruzhkov (ru)[3]
- 2017 : Vladimir Yenisherlov (ru)
- 2018 : Sergey Lyubayev (ru), Victor Britvine (ru)
- 2019 : Evgueni Vodolazkine « Pour la combinaison organique des traditions profondes de la prose spirituelle et psychologique russe avec une haute culture philologique ; pour un style d'écriture inspiré. »
- 2020 : Natalya Mikhailova (ru)